# Kovačeva Bara
Kovačeva Bara (em cirílico: Ковачева Бара) é uma vila da Sérvia localizada no município de Leskovac, pertencente ao distrito de Jablanica, na região de Jablanica. A sua população era de 130 habitantes segundo o censo de 2002.

## Demografia
| 1948 | 1953 | 1961 | 1971 | 1981 | 1991 | 2002 | 2011 |
| ---- | ---- | ---- | ---- | ---- | ---- | ---- | ---- |
| 310  | 330  | 317  | 289  | 269  | 212  | 167  | 130  |